# 伊格拉皮乌纳
伊格拉皮乌纳（葡萄牙語：Igrapiúna）是巴西巴伊亚州的一个市镇。总面积512.837平方公里，总人口12914人，人口密度25.2人/平方公里。